# Brasserie Caracole

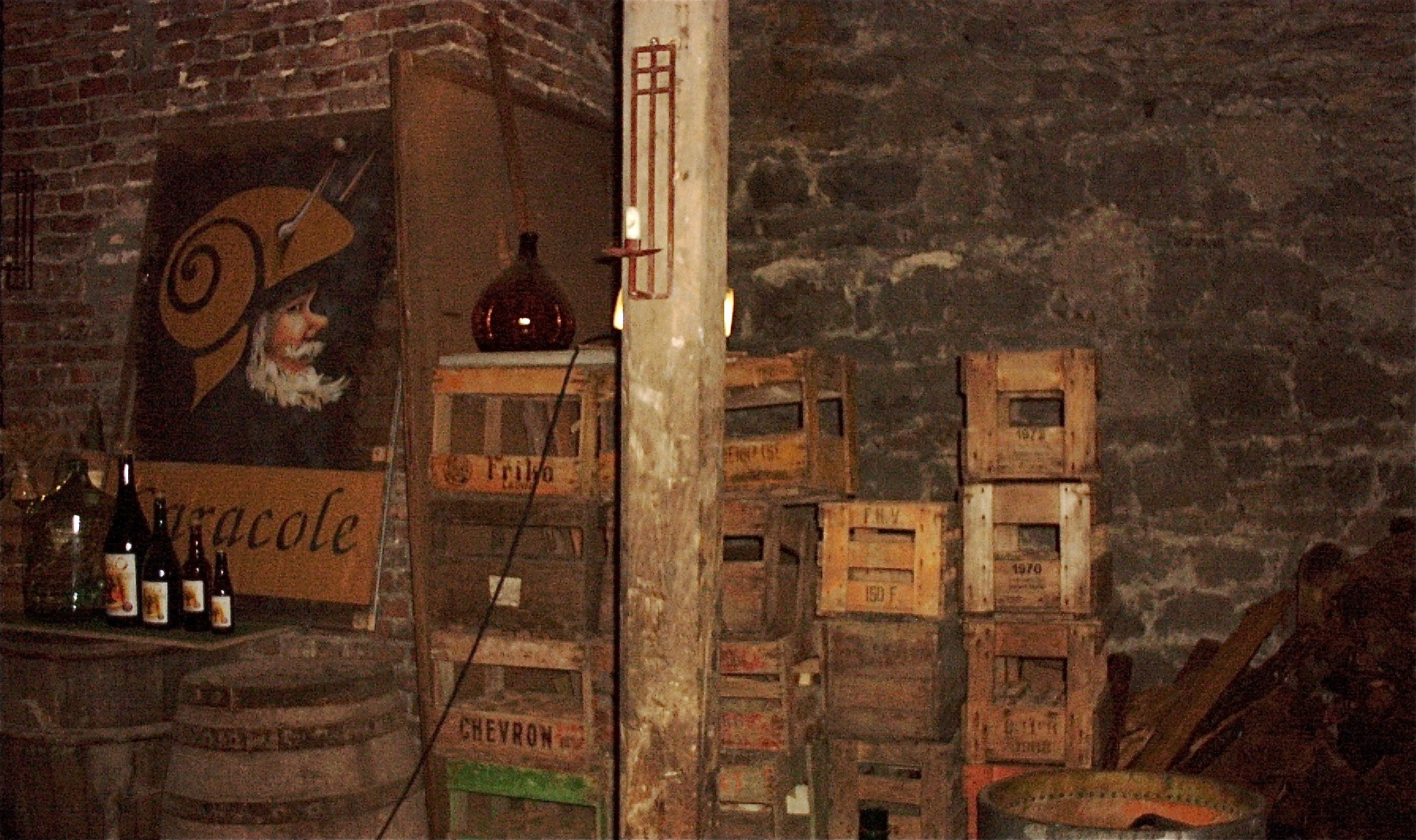
Een hoekje in de brasserie zoals dat er in 2003 uitzag. Links - op het affiche - het logo van de brouwerij.

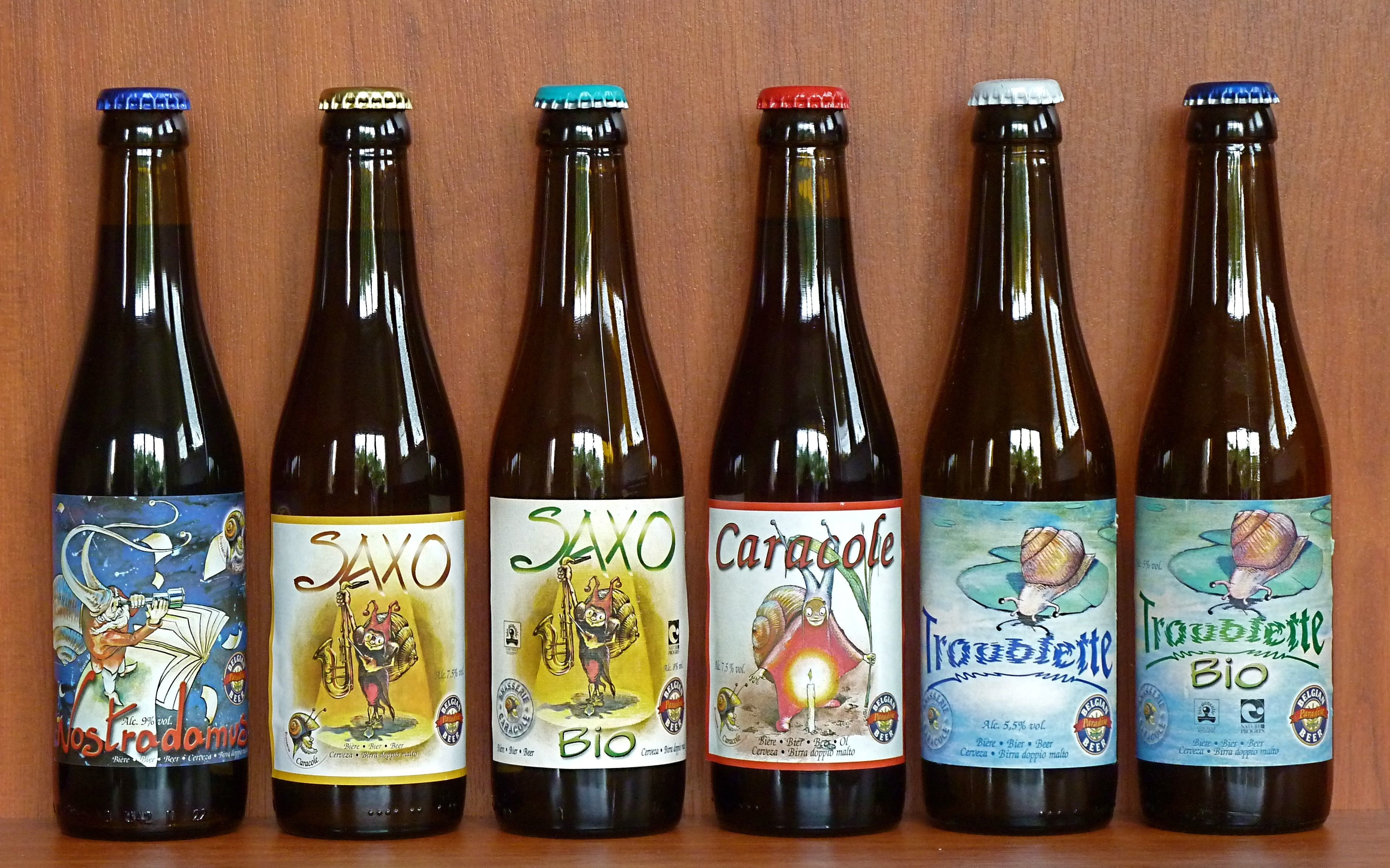
De vier biertypes van Caracole. Twee daarvan hebben een “ Bio” variant.

Brasserie Caracole - Nederlands: Brouwerij Caracole - is een Waalse ambachtelijke bierbrouwerij in Falmignoul, België. De naam Caracole komt van de bijnaam die de inwoners van de nabijgelegen stad Namen hebben, namelijk slak of trage slak, van het Spaanstalige caracol.

## Geschiedenis
De brouwerij werd in 1990 opgericht te Namen door François Tonglet en Jean-Pierre Debras. In 1992 kwamen ze kijken naar een in Falmignoul te koop staande oude filterkuip, die echter te groot was voor hun kleine brouwerij. Toen bleek dat het volledige pand te koop stond, verhuisden ze naar die locatie. Vanaf 1994 is de brouwerij hier productief. Bijzonder is de met houtvuur gestookte koperen brouwketel die essentieel is voor de smaak van dit Belgisch bier. In Europa is dit de enige brouwerij die dit nog zo doet.
Vermoedelijk al in 1766 werd op de plek in Falmignoul door de familie Moussoex een brouwerij opgericht. Na gedeeltelijke verwoesting van het gebouw in 1939 door het instorten van een schoorsteen, werd de brouwerij in 1941 doorverkocht aan bierbrouwer de heer Lamotte. Van 1971 tot 1992 werd er geen bier meer gebrouwen.
Het merendeel van het oude etablissement - dat uit de 18e eeuw stamt - behoort tot de brouwinrichting en is deels ingericht als museum en ontvangstruimte. Er staan vooral veel spullen uit de vroegere inventaris.

## Productie
De bieren worden op ambachtelijke wijze gebrouwen. De brouwketel wordt met een houtvuur gestookt.
Alle typen hebben hun tweede gisting op fles, zijn ongefilterd en niet gepasteuriseerd.
Men brouwt er vier verschillende soorten,
- Troublette - Is een witbier met een alcoholpercentage van 5,5%.
- Saxo - Is een blond bier met 7,5% alc.
- Caracole - Is een amberkleurig bier met 7,5% alc.
- Nostradamus - Is een zwaar bruinbier met 9,5% alc.

Het bier wordt verkocht in 33 cl flessen met kroonkurk en 75 cl flessen met een kurk die met ijzerdraad op de fles wordt vastgezet zoals dat gebeurt bij mousserende wijn. Zie ontkurken. Nostradamus en Saxo worden ook wel geleverd in vaten van 20 liter.
Troublette en Saxo zijn er eveneens in een biologische variant.
De totale productie kan ongeveer 1500 hl per jaar bedragen, te realiseren in één brouwsel van 30 hl per keer/week. Het meeste bier kan goed gelagerd worden.
Er wordt geëxporteerd naar Frankrijk, Nederland, Zwitserland, Verenigde Staten van Amerika, Canada en Japan.
De brouwerij, proeflokaal en het museumdeel zijn gedurende het jaar vaak geopend voor publiek en er worden rondleidingen gegeven.

## Bierfirma B.G.V.
De brouwerij maakt ook Forestinne-bieren voor het bierbrouwerscollectief "B.G.V. Forestinne" uit het plaatsje Haillot
- Forestinne Mysteria - Blond speciaalbier - 7% alc.
- Forestinne Primoria - Blond - 7,5% alc.
- Forestinne Gothika - Bruinbier - 7,5% alc.
- Forestinne Ambrosia - Amberkleurig en moutachtig bier - 7,5 alc.
- Forestinne Nordika - Koperblond lichtzoet bier - 7,5% alc.

Voorts nog L’elixir de Forestinne. Een distillaat met 35% alcohol, gewonnen uit de Forestinne Primoria.